# Cuphodes diospyrosella
Cuphodes diospyrosella là một loài bướm đêm thuộc họ Gracillariidae. Nó được tìm thấy ở Nhật Bản. Sải cánh dài 7-8.5 mm. Leaf miners, the diospyrosella larvae feed on the mesophyll of the Diospyros species.